# Turespaña Masters
O Turespaña Masters foi um torneio masculino de golfe no PGA European Tour, que foi disputado entre os anos de 1992 e 2000 em várias regiões diferentes da Espanha. O prêmio monetário oscilou, mas em geral estava abaixo da média das organizações do European Tour.

## Campeões
| Ano                                             | Campeão                                         | País                                            | Local                                           | Par                                             | Margem de vitória                               | Vice-campeão                                    |
| BBVA Open Turespaña Masters Comunidad de Madrid | BBVA Open Turespaña Masters Comunidad de Madrid | BBVA Open Turespaña Masters Comunidad de Madrid | BBVA Open Turespaña Masters Comunidad de Madrid | BBVA Open Turespaña Masters Comunidad de Madrid | BBVA Open Turespaña Masters Comunidad de Madrid | BBVA Open Turespaña Masters Comunidad de Madrid |
| ----------------------------------------------- | ----------------------------------------------- | ----------------------------------------------- | ----------------------------------------------- | ----------------------------------------------- | ----------------------------------------------- | ----------------------------------------------- |
| 2000                                            | Pádraig Harrington                              | Irlanda                                         | 267                                             | −17                                             | 2 tacadas                                       | Gary Orr                                        |
| Turespaña Masters - Open Andalucía              |                                                 |                                                 |                                                 |                                                 |                                                 |                                                 |
| 1999                                            | Miguel Ángel Jiménez                            | Espanha                                         | 264                                             | −24                                             | 4 tacadas                                       | Steve Webster                                   |
| Turespaña Masters Open Baleares                 |                                                 |                                                 |                                                 |                                                 |                                                 |                                                 |
| 1998                                            | Miguel Ángel Jiménez                            | Espanha                                         | 281                                             | −9                                              | 2 tacadas                                       | Miguel Ángel Martín                             |
| Turespaña Masters Open de Canarias              |                                                 |                                                 |                                                 |                                                 |                                                 |                                                 |
| 1997                                            | José María Olazábal                             | Espanha                                         | 272                                             | −20                                             | 2 tacadas                                       | Lee Westwood                                    |
| Turespaña Masters                               |                                                 |                                                 |                                                 |                                                 |                                                 |                                                 |
| 1996                                            | Diego Borrego                                   | Espanha                                         | 271                                             | −17                                             | Playoff                                         | Tony Johnstone                                  |
| Turespaña Masters Open de Andalucía             |                                                 |                                                 |                                                 |                                                 |                                                 |                                                 |
| 1995                                            | Alex Čejka                                      | Alemanha                                        | 278                                             | −6                                              | 3 tacadas                                       | Costantino Rocca                                |
| 1994                                            | Carl Mason                                      | Inglaterra                                      | 278                                             | −10                                             | 2 tacadas                                       | José María Olazábal                             |
| 1993                                            | Andrew Oldcorn                                  | Inglaterra                                      | 285                                             | −3                                              | 1 tacada                                        | Eduardo Romero                                  |
| 1992                                            | Vijay Singh                                     | Fiji                                            | 277                                             | −11                                             | 2 tacadas                                       | Gary Evans                                      |